# Senior CLASS Award
Le Senior CLASS Award est une récompense décernée annuellement au meilleur étudiant-athlète senior dans dix disciplines sportives de la première division NCAA. Elle concerne des disciples masculines (basket-ball, football américain, baseball, football, crosse, hockey sur glace) mais aussi féminines (basket-ball, volley-ball, softball, football).
CLASS est l'acronyme de « Celebrating Loyalty and Achievement for Staying in School » (Célébrer la Loyauté et la Réussite en restant à l’École). Le trophée cible le me combinaison entre réussites sportive et académique, et les encourage à développer un impact dans leur communauté. Jusqu'en 2012, le trophée était soutenu par l'entreprise Lowe's sous le nom de « Lowe's Senior CLASS Awards ».

## Histoire
Le trophée est fondé en 2001 sur la proposition du commentateur de CBS Dick Enberg pour les basketteurs lors du Final Four NCAA. Shane Battier conduit alors les Blue Devils au titre national. Sa décision de ne pas se présenter à la Draft de la NBA et d'accomplir son année senior à Duke est notée. Peu après, Premier Sports Management, en partenariat avec Lowe's, annonce la création du « Senior CLASS Award ». Enberg accepte de présider le jury et CBS Sports de diffuser le palmarès lors de la diffusion du Final Four. Le spectre du trophée est étendu en 2007 à six disciplines (basket-ball et basket-ball féminin, football, crosse, hockey sur glace, softball, et baseball). Le football américain est ajouté en 2008 et le volley-ball féminin en 2010.

## Lauréats pour le football américain
| Année | Lauréat             | Université                              |
| ----- | ------------------- | --------------------------------------- |
| 2008  | James Laurinaitis   | Buckeyes d'Ohio State                   |
| 2009  | Tim Tebow           | Gators de la Floride                    |
| 2010  | Ricky Dobbs (en)    | Midshipmen de la Navy                   |
| 2011  | Kirk Cousins        | Spartans de Michigan State              |
| 2012  | Manti Te'o          | Fighting Irish de Notre-Dame            |
| 2013  | John Urschel (en)   | Nittany Lions de Penn State             |
| 2014  | Ameer Abdullah (en) | Cornhuskers du Nebraska                 |
| 2015  | Dak Prescott        | Bulldogs de Mississippi State           |
| 2016  | Jake Butt (en)      | Wolverines du Michigan                  |
| 2017  | Shaquem Griffin     | Knights de l'UCF                        |
| 2018  | Will Grier (en)     | Mountaineers de la Virginie-Occidentale |
| 2019  | Derrick Brown       | Tigers d'Auburn                         |
| 2020  | Kekaula Kaniho (en) | Broncos de Boise State                  |
| 2021  | Kenny Pickett       | Panthers de Pittsburgh                  |

## Lauréates pour le basket-ball féminin
| Année     | Lauréate           | Université                     |
| --------- | ------------------ | ------------------------------ |
| 2001–2002 | Sue Bird           | Huskies du Connecticut         |
| 2002–2003 | LaToya Thomas (en) | Bulldogs de Mississippi State  |
| 2003–2004 | Alana Beard        | Blue Devils de Duke            |
| 2004–2005 | Kendra Wecker      | Wildcats de Kansas State       |
| 2005–2006 | Seimone Augustus   | Lady Tigers de LSU             |
| 2006–2007 | Alison Bales       | Blue Devils de Duke            |
| 2007–2008 | Candice Wiggins    | Cardinal de Stanford           |
| 2008–2009 | Courtney Paris     | Sooners de l'Oklahoma          |
| 2009–2010 | Kelsey Griffin     | Cornhuskers du Nebraska        |
| 2010–2011 | Maya Moore         | Huskies du Connecticut         |
| 2011–2012 | Nneka Ogwumike     | Cardinal de Stanford           |
| 2012–2013 | Elena Delle Donne  | Fightin' Blue Hens du Delaware |
| 2013–2014 | Stefanie Dolson    | Huskies du Connecticut         |
| 2014–2015 | Samantha Logic     | Hawkeyes de l'Iowa             |
| 2015–2016 | Breanna Stewart    | Huskies du Connecticut         |
| 2016–2017 | Sydney Wiese       | Beavers d'Oregon State         |
| 2017–2018 | Gabby Williams     | Huskies du Connecticut         |
| 2018–2019 | Megan Gustafson    | Hawkeyes de l'Iowa             |
| 2019–2020 | Sabrina Ionescu    | Ducks de l'Oregon              |
| 2020–2021 | Rennia Davis       | Lady Volunteers du Tennessee   |
| 2021–2022 | Lexie Hull         | Cardinal de Stanford           |

## Lauréats pour le basket-ball masculin
| Année     | Lauréat          | Université                              |
| --------- | ---------------- | --------------------------------------- |
| 2000–2001 | Shane Battier    | Blue Devils de Duke                     |
| 2001–2002 | Juan Dixon       | Terrapins du Maryland                   |
| 2002–2003 | David West       | Musketeers de Xavier                    |
| 2003–2004 | Jameer Nelson    | Hawks de Saint-Joseph                   |
| 2004–2005 | Wayne Simien     | Jayhawks du Kansas                      |
| 2005–2006 | J. J. Redick     | Blue Devils de Duke                     |
| 2006–2007 | Alando Tucker    | Badgers du Wisconsin                    |
| 2007–2008 | Shan Foster      | Commodores de Vanderbilt                |
| 2008–2009 | Tyler Hansbrough | Tar Heels de la Caroline du Nord        |
| 2009–2010 | Da'Sean Butler   | Mountaineers de la Virginie-Occidentale |
| 2010–2011 | Jimmer Fredette  | Cougars de BYU                          |
| 2011–2012 | Robbie Hummel    | Boilermakers de Purdue                  |
| 2012–2013 | Jordan Hulls     | Hoosiers de l'Indiana                   |
| 2013–2014 | Doug McDermott   | Bluejays de Creighton                   |
| 2014–2015 | Alex Barlow (en) | Bulldogs de Butler                      |
| 2015–2016 | Denzel Valentine | Spartans de Michigan State              |
| 2016–2017 | Josh Hart        | Wildcats de Villanova                   |
| 2017–2018 | Jevon Carter     | Mountaineers de la Virginie-Occidentale |
| 2018–2019 | Luke Maye (en)   | Tar Heels de la Caroline du Nord        |
| 2019–2020 | Markus Howard    | Golden Eagles de Marquette              |
| 2020–2021 | Luka Garza       | Hawkeyes de l'Iowa                      |
| 2021–2022 | Jacob Gilyard    | Spiders de Richmond                     |